# Микш, Иоганн Алоиз
Иоганн Алоиз Микш (нем. Johann Aloys Miksch; 19 июля 1765 — 24 сентября 1845, Дрезден) — немецкий певец (баритон, затем тенор), композитор и музыкальный педагог чешского происхождения.

## Биография
Родился 19 июля 1765 года в Санкт-Георгентале (Богемия, ныне в Чехии) в семье местного кантора Венцеля Микша, у которого и получил первые уроки игры на фортепиано и пения. С 1778 года пел в церковном хоре в Дрездене. Учился пению у Людвига Корнелиуса и композиции у Йозефа Шустера. В 20 лет он впервые выступил в качестве оперного певца (баритон).
В 1786 году занял должность придворного певца. Из-за неправильной вокальной подготовки у него возникли проблемы и он стал брать уроки пения у болонского певца-кастрата Винченцо Казелли; одновременно, изучал метод обучения, который применял Казелли, как ученик болонской школы Бернакки.
С 1797 по 1801 год он был тенором Итальянской оперы в Дрездене, а с 1801 года он преподавал в Дрезденской капелле мальчиков. В 1820 году Микш возглавил хор Дрезденской оперы, которой в то время руководил Карл Мария Вебер. В 1824 году он был назначен хранителем королевской музыкальной библиотеки. В 1831 году вышел на пенсию.
В композиторском наследии Микша преобладает церковная музыка, арии и песни. Однако наиболее значителен он как педагог. Учениками Микша были Франческо Ламперти, Антон Миттервурцер, Густав Вильгельм Тешнер, Вильгельмина Шрёдер-Девриент, Фридрих Вик и его дочь Клара Шуман, Агнес Шебест и другие крупные певцы и музыкальные педагоги. Заслуга Микша состоит в том, что он сохранил традиции древнего итальянского художественного пения в Германии.
Был членом дрезденской масонской ложи Zu den drey Schwerdtern und wahren Freunden.
Умер 24 сентября 1845 года. 